# Lumbrinereis nasuta
Lumbrinereis nasuta är en ringmaskart som beskrevs av Addison Emery Verrill 1900. Lumbrinereis nasuta ingår i släktet Lumbrinereis och familjen Lumbrineridae. Inga underarter finns listade i Catalogue of Life.